# 善惡的彼岸
《善惡的彼岸》或漢譯為《超越善與惡》，副標題是「一個未來哲學的序曲」（Vorspiel einer Philosophie der Zukunft），為德國哲學家尼采於1886年出版的哲學書籍。全書分為9部分及末尾的一首長詩。尼采在此書中首先提出著名的主人-奴隸道德說。